# Capella ardent

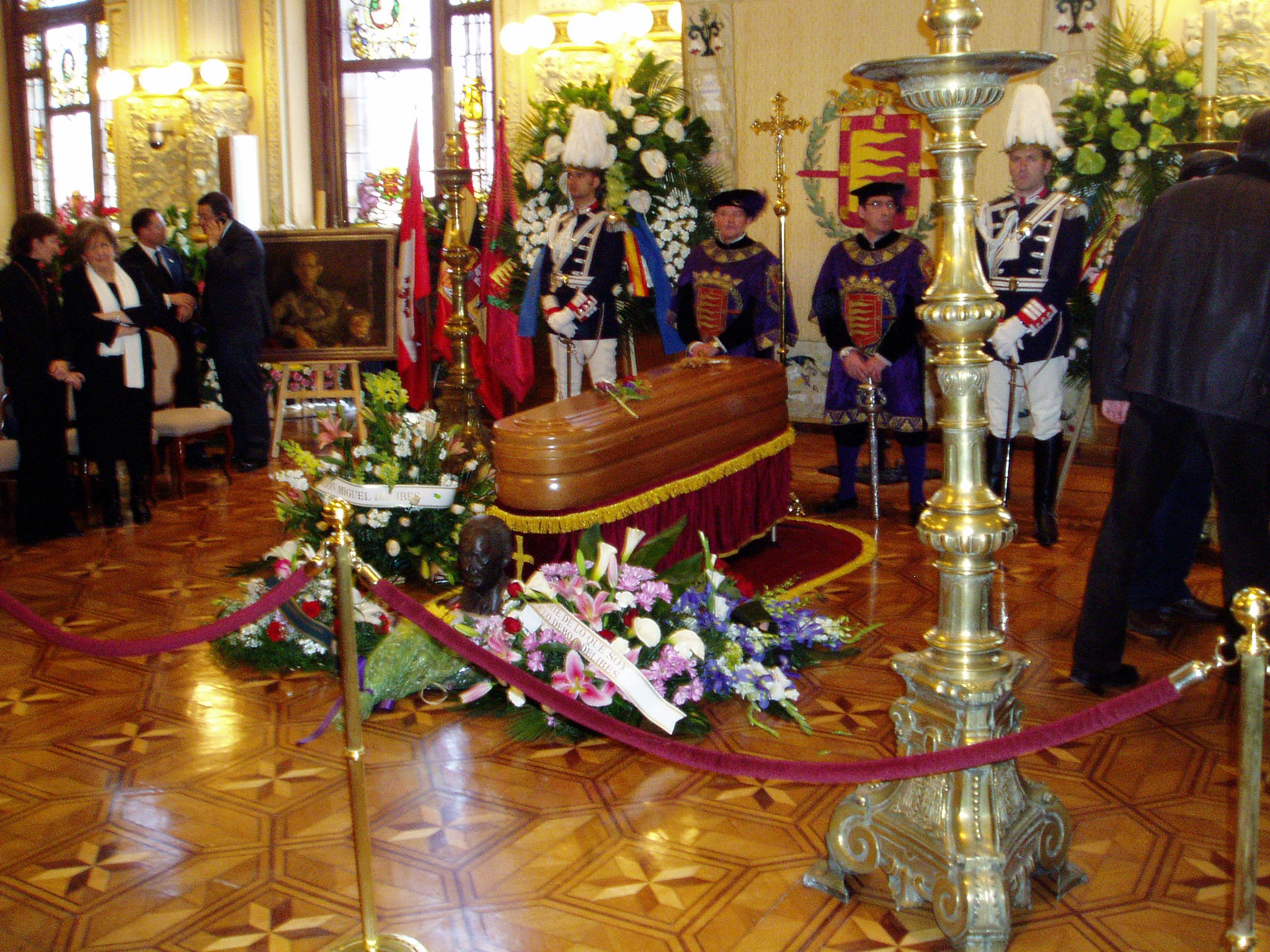
Capella ardent de Miguel Delibes a l'Ajuntament de Valladolid (2010)

 El concepte de capella ardent, prové d'aquell lloc que es manté en enllumenat permanent per raó de sacrament, o a causa de conservar-se o trobar-se exposat a la veneració o a l'atenció religiosa dels fidels, el cos o relíquies d'algun sant o el sarcòfag d'un príncep o altre personatge.
En l'actualitat, les capelles ardents es munten després de la mort d'un personatge popular del món de la cultura, la política o altres per a la veneració dels seus admiradors o fidels. S'organitza abans del funeral i hi descansa el difunt de cos present. S'organitzen tant en edificis religiosos com en altres recintes amplis com poliesportius, centres culturals i, fins i tot, en cinemes o teatres de manera que el públic disposi d'espai suficient per a la visita.